# Miletus phantus
Miletus phantus är en fjärilsart som beskrevs av John Nevill Eliot. Miletus phantus ingår i släktet Miletus och familjen juvelvingar. Inga underarter finns listade i Catalogue of Life.